# خواجه دوچاهی
خواجه دوچاهی روستایی در دهستان بندان بخش مرکزی شهرستان نهبندان استان خراسان جنوبی ایران است. بر پایه سرشماری عمومی نفوس و مسکن در سال ۱۳۹۰ جمعیت این روستا ۷۸۰ نفر (در ۱۷۱ خانوار) بوده است.